# Приверно
Приверно (итал. Priverno) — коммуна в Италии, располагается в регионе Лацио, в провинции Латина.
Население составляет 14 161 человек (2008 год), плотность населения составляет 249 чел./км². Занимает площадь 57 км². Почтовый индекс — 4015. Телефонный код — 0773.
Покровитель — святой Фома Аквинский.

## Демография
Динамика населения:

## Администрация коммуны
- Официальный сайт: http://www.comune.priverno.latina.it/ Архивная копия от 24 июня 2011 на Wayback Machine